# Heterochondria petila
Heterochondria petila is een eenoogkreeftjessoort uit de familie van de Chondracanthidae. De wetenschappelijke naam van de soort is voor het eerst geldig gepubliceerd in 2000 door Ho, I.H. Kim & Kumar.